# Atropina
L'atropina (sinonimi: atropinum, DL-iosciamina) è un tropan-alcaloide di diverse piante della famiglia delle Solanaceae come ad esempio Atropa belladonna, Datura stramonium e Hyoscyamus niger.

## Fonti naturali

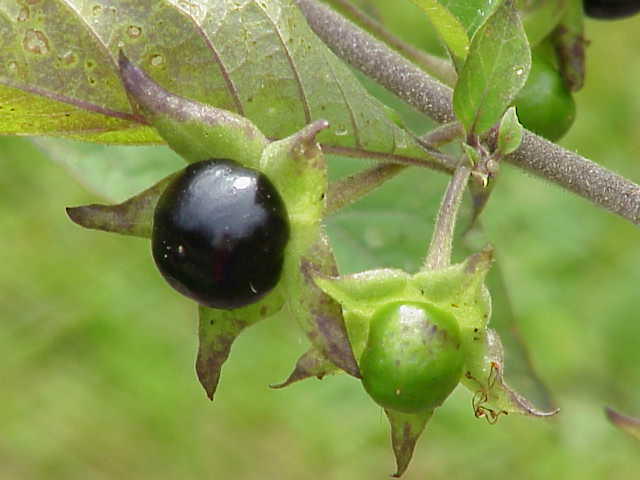
Atropa belladonna

L'atropina è presente in molte piante della famiglia delle Solanaceae. In particolare le più comuni fonti di atropina sono l'Atropa belladonna, la Datura inoxia, la D. metel, e lo Stramonio. È presente anche in alcune piante dei generi Brugmansia e Hyoscyamus. Il genere Nicotiana (che include la pianta del tabacco, la N. tabacum) appartiene alla famiglia delle Solanaceae, ma non contiene atropina né altri alcaloidi a nucleo tropanico.

## Chimica e biosintesi
L'atropina può essere sintetizzata a partire da tropina e acido tropico in presenza di acido cloridrico.

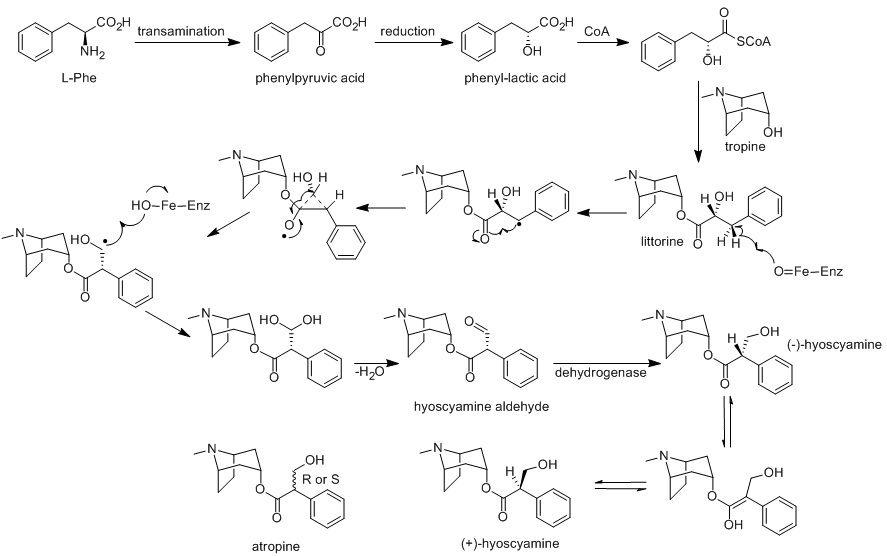
Biosintesi dell'atropina a partire dalla L-Fenilalanina

La biosintesi dell'atropina, nelle piante che la contengono, parte dalla L-fenilalanina che va incontro a transaminazione formando acido fenilpiruvico che è poi ridotto ad acido fenil-lattico. Il coenzima A, quindi, unisce l'acido fenil-lattico con la tropina formando la littorina, che subisce una trasposizione radicalica iniziata da un citocromo P450 che forma l'aldeide della iosciamina. Una deidrogenasi riduce poi l'aldeide ad alcool primario formando la (-)-iosciamina, la quale, in seguito a racemizzazione, dà l'atropina.

## Farmacodinamica
È un antagonista dell'acetilcolina per i recettori muscarinici, provocando effetti parasimpaticolitici senza proprie attività intrinseche:
- spasmolisi di muscolatura liscia
- midriasi e paralisi dell'accomodazione visiva
- allucinazioni
- diminuzione dell'escrezione di ghiandole esocrine
- tachicardia
- sopprime nausea e vomito
- in dosi alte (> 3 mg) comincia la stimolazione centrale nervosa che aumentando conduce a paralisi letale del sistema nervoso centrale

In genere, quando si parla degli effetti collaterali dell'atropina, ci si riferisce a secchezza della bocca, stipsi, riduzione della minzione e midriasi. Con dosi più elevate è possibile provare agitazione e manifestare amnesie. I sintomi sono attenuati dalla somministrazione di fisostigmina, agonista indiretto dell'Ach.
In genere gli effetti dell'atropina, al di là delle diverse risposte singolari, sono:
- 1 mg: secchezza della bocca dovuta ad una riduzione della secrezione salivare, rallentamento dell'attività gastroenterica, midriasi e tachicardia (se vengono bloccati i recettori M2 cardiaci insorgerà tachicardia).
- 2 mg: i sintomi sopra elencati si manifestano in maniera più marcata, inoltre compare difficoltà di accomodamento della vista ovvero vista offuscata.
- 5 mg: si aggiungono effetti sulla muscolatura che permette la deglutizione la quale è resa ancora più difficile a causa della quasi totale mancanza di secrezione salivare. A questa dose si verifica cute calda: tale effetto è provocato dalla vasodilatazione, effetto secondario della riduzione della sudorazione. L'organismo, non riuscendo più a dissipare l'eccessivo calore, va incontro ad un aumento di temperatura della cute. L'attività intestinale è prossima a un blocco e compare una difficoltà nella minzione.
- 10 mg: possibile morte.

## Impieghi clinici
- spasmolitico in diverse patologie come per esempio:
  - asma
  - tosse canina
  - spasmi vasali
  - coliche
  - epilessia
  - corea di Huntington

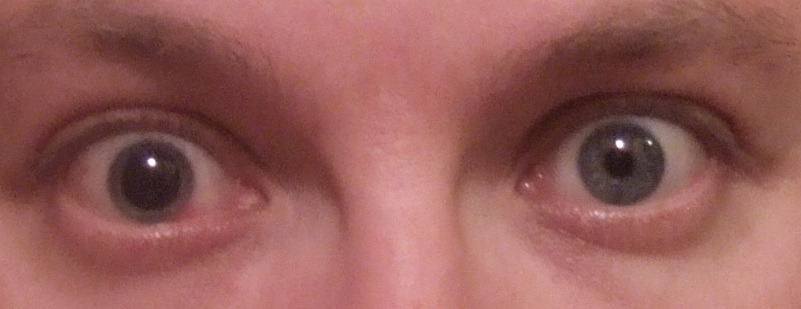
L'occhio destro è stato trattato con atropina per dilatarne la pupilla

- spasmolitico preventivo in interventi chirurgici
- midriatico in oftalmologia
- antidoto per vari avvelenamenti come ad esempio:
  - digitalis - glicosidi
  - muscarina
  - pilocarpina
  - fisostigmina
  - Coniina (quindi avvelenamento da Cicuta)
- stenosi ipertrofica del piloro

L'atropina è il trattamento generico utilizzato contro l'intossicazione da gas nervini; l'atropina antagonizzando a livello di recettore colinergico l'effetto dell'acetilcolina non più distrutta dall'enzima inibito dal nervino, limita gli effetti dell'avvelenamento da nervini ed è in grado di salvare la vita agli intossicati. Per questa ragione, i militari che operano in ambienti potenzialmente a rischio di contaminazione con gas nervini, ricevono in dotazione siringhe di atropina per l'autosomministrazione immediata.

## Avvertenze
I farmaci simpaticomimetici possono potenziare l'effetto midriatico dell'atropina.
I pazienti affetti da sindrome di Down possono essere particolarmente sensibili all'azione dell'atropina.
Nel caso l'atropina sia somministrata in associazione con fenotiazine, monitorare segni e/o sintomi riconducibili a ileo paralitico. L'associazione farmacologica infatti sembra indurre un aumento del rischio di ileo paralitico.
Non somministrare atropina solfato con noradrenalina e bicarbonato di sodio.
Nei pazienti affetti dalla malattia di Parkinson l'atropina non deve essere sospesa bruscamente.
L'atropina non dovrebbe essere somministrata quando la temperatura dell'ambiente è alta poiché può indurre iperpiressia.
Secondo alcuni ricercatori, l'atropina non è raccomandata in bambini di età inferiore ai 3 mesi per il rischio di sviluppare ambliopia.
Nei portatori di lenti a contatto non usare colliri contenenti atropina.
I colliri sono soluzioni sterili, pertanto non dovrebbero essere usati per più di 1-2 settimana. Una volta terminata la terapia oculare, il collirio rimasto deve essere eliminato.
La FDA inserisce l'atropina in classe C per l'uso dei farmaci in gravidanza (classe C: farmaci i cui studi sugli animali hanno rilevato effetti dannosi sul feto (teratogenico, letale o altro) e non ci sono studi controllati in donne oppure farmaci per i quali non sono disponibili studi né sull'uomo né sull'animale. Il farmaco dovrebbe essere dato solo se il potenziale beneficio giustifica il potenziale rischio per il feto). Secondo le agenzie regolatorie ADEC (Australian Drug Evaluation Committee) e FASS (Farmaceutiska Specialiteter i Sverige) l'atropina è considerata farmaco di scelta in gravidanza.
L'atropina è considerata compatibile con l'allattamento materno (American Academy of Pediatrics).